# Syncopy Inc.
Syncopy Films (nota anche come Syncopy) è una società britannica che produce film fondata dal regista, sceneggiatore e produttore Christopher Nolan e dalla moglie produttrice Emma Thomas. Il nome Syncopy deriva da syncope, il termine medico per la perdita di coscienza.

## Storia
Dopo la produzione dell'esordio cinematografico di Christopher Nolan, la Syncopy rimane in "stasi" fino al 2005, quando il regista ottiene l'incarico di riportare sul grande schermo il franchise di Batman: in collaborazione con la Legendary Pictures e la Warner Bros., la Syncopy co-produce Batman Begins, che segna un primo passo verso il successo che l'autore otterrà in seguito con gli altri suoi film.
Negli anni la società infatti sarà partner ufficiale nella produzione dei due sequel di Batman, Il cavaliere oscuro e Il cavaliere oscuro - Il ritorno, dell'omonima trasposizione del romanzo The prestige, dei film di fantascienza Inception e Interstellar.
Forte della sua reputazione, Nolan produce con la Syncopy anche film di altri registi, tra cui L'uomo d'acciaio, il rilancio del franchise di Superman ideato dallo stesso team dietro la trilogia di Batman (sempre in co-produzione con la Warner Bros.).

## Filmografia
- Batman Begins, regia di Christopher Nolan (2005)
- The Prestige, regia di Christopher Nolan (2006)
- Il cavaliere oscuro (The Dark Knight), regia di Christopher Nolan (2008)
- Inception, regia di Christopher Nolan (2010)
- Il cavaliere oscuro - Il ritorno (The Dark Knight Rises), regia di Christopher Nolan (2012)
- L'uomo d'acciaio (Man of Steel), regia di Zack Snyder (2013)
- Transcendence, regia di Wally Pfister (2014) (non accreditata)
- Interstellar, regia di Christopher Nolan (2014)
- Quay, regia di Christopher Nolan (2015) - cortometraggio
- Dunkirk, regia di Christopher Nolan (2017)
- Tenet, regia di Christopher Nolan (2020)
- Oppenheimer, regia di Christopher Nolan (2023)
- The Odyssey, regia di Christopher Nolan (2026)